# Sacro Cuore di Gesù (Batoni)
Il Sacro Cuore di Gesù è un dipinto a olio su rame di Pompeo Batoni realizzato nel 1767 e conservato nella Chiesa del Gesù a Roma.

## Descrizione
L'opera è dipinta da Pompeo Batoni nel 1767. In quest'opera raffigura Cristo con indosso una tunica rossa, che simboleggia il colore del sangue, del martirio e dell'umanità; e un manto azzurro che simboleggia il colore del cielo e la divinità di Cristo. Batoni rappresentava Gesù con i capelli lunghi e la barba corta, che regge nella mano sinistra un cuore infiammato con una corona di spine e con in cima una croce. L'opera di Batoni divenne popolare per l'immagine ufficiale della devozione al Sacro Cuore di Gesù. 
È il dipinto più notevole del Sacro Cuore di Gesù. Batoni è nato 18 anni dopo la morte di Santa Margherita Maria Alacoque, la santa che ispira l'artista di tutti i ritratti del Sacro Cuore di Gesù. 
Batoni è stato motivato nel dipingere il Sacro Cuore di Gesù dall'apparizione di Gesù a Santa Margherita Maria Alacoque sotto il titolo del Sacro Cuore. Si dice che l'apparizione sia avvenuta quando Santa Margherita pregò Gesù davanti al Santissimo Sacramento durante la festa di san Giovanni Evangelista nel 1673. Il suo Sacro Cuore fu raffigurato dalla santa con queste seguenti parole: «Il Divin Cuore mi è stato presentato in un trono di fiamme, più risplendente di un sole, trasparente come cristallo, con questa ferita adorabile, ed era circondato da una corona di spine, a significare le punture fatte in essa dai nostri peccati, e una croce sopra a significare che fin dal principio istante della Sua Incarnazione, […] la croce vi fu impiantata […]»..
Un'altra serie di grandi dipinti del Sacro Cuore di Gesù del Batoni viene commissionata dalla regina di Portogallo per la basilica da Estrela a Lisbona negli anni 1780.

### Video
- Batoni - Sacro Cuore. Commento iconografico spirituale a cura di Alessio Fucile, su YouTube, 23 giugno 2022. URL consultato il 3 dicembre 2022. Ospitato su Arte & Senso - Alessio Fucile.
- Tutti i segreti del quadro sacro di Gesù, su Youtube, 6 giugno 2017. URL consultato il 3 dicembre 2022. Ospitato su Tv2000it.